# Aída Hassón-Voloch
Aída Hassón-Voloch Rio de Janeiro, 28 de novembro de 1922 - 2007) foi uma química e biofísica brasileira. Filha de imigrantes judeus da Ilha de Rodes, foi comendadora da Ordem Nacional do Mérito Científico em 2000 e membro da Academia Brasileira de Ciências.

## Biografia
Nascida no bairro da Tijuca, na cidade do Rio de Janeiro, em 1922, seus pais eram imigrantes judeus, vindos da região do Mediterrâneo, fugindo da pobreza, em 1905. Primeiramente veio a família da mãe, enquanto o pai veio sozinho, indo para a Argentina em seguida. Ótico formado no Egito, ele conseguiu uma emprego na empresa Lutz Ferrando. Ele pediu a mãe de Aída em casamento e se mudaram para a Argentina pouco depois. Sua mãe era a típica dona de casa e não trabalhava fora. O casal teve dois filhos e duas filhas e por insistência dela, o casal voltou para o Rio de Janeiro, onde nasceram mais quatro filhas, incluindo Aída. Um dos irmãos morreu devido ao botulismo aos dez anos de idade.
Seu pai era um incentivador da educação feminina e apoiava que suas filhas tivessem formação, mas apenas Aída buscou a formação universitária. Nem sua família nem seu marido, o comerciante Jacob Voloch, com quem se casou em 1964, se opunham à sua carreira científica. 

## Carreira
O interesse pela área da química começou no Colégio Aldridge, onde Aída tinha um excelente professor. Em 1940, ela prestou o vestibular para a Escola Nacional de Química, da Universidade do Brasil, a atual Universidade Federal do Rio de Janeiro (UFRJ), ingressando no ano seguinte e se formando em 1944. Sua intenção era ser química industrial, mas haviam poucos empregos na área na época, em especial para mulheres. Depois de se formar, ela fez alguns estágios não remunerados, um deles em Produção Mineral com o professor austríaco Fritz Feigl, um dos expoentes da química analítica do século XX.
Em seguida, Aída conseguiu um estágio no Instituto Nacional de Tecnologia (INT), na Divisão de Química Orgânica, onde permaneceu por um curto período após se desinteressar pelo trabalho ali executado. Quase perdendo o interesse pela área, em 1947 ela encontrou um conhecido de seu pai num navio. Era Carlos Chagas Filho, que a convidou para realizar um estágio em biofísica no recém instituto criado na Universidade do Brasil. O estágio não remunerado temporário se tornou uma carreira científica, onde ela se tornaria pesquisadora e professora nos anos seguintes.
Com José Moura Gonçalves, bioquímico mineiro, Aída aprendeu a técnica de eletroforese e escreveu o primeiro trabalho de cromatografia em papel em 1950. Em 1952, deixou o Brasil para estudar na Europa, com bolsa do CNPq. Frequentou por um curto período o laboratório de bioquímica de Roger Acher, da Faculdade de Ciências da Universidade de Paris. Depois, foi para o Departamento de Bioquímica da Universidade de Cambridge, com bolsa do Conselho Britânico, onde trabalhou com Frederick Sanger, laureado com o Prêmio Nobel de Química em 1958 e em 1980.
Em 1953, já de volta ao Brasil, substituiu José Moura Gonçalves na chefia do laboratório de eletroforese e começou sua própria linha de pesquisa, com base no peixe elétrico como modelo animal, estudando o isolamento do receptor nicotínico da acetilcolina. Estudando este tema, além de aspectos biofísicos e bioquímicos da transmissão neuromuscular, Aída publicou mais de 60 artigos em várias revistas de circulação internacional, relacionadas às suas principais áreas de atuação: química de macromoléculas, biofísica molecular, metabolismo, bioenergética e enzimologia.
Em 1952 começou a atividade docente no Instituto de Biofísica e depois na pós-graduação em 1962, até sua aposentadoria em 1994. Entre 1972 a 1992, ministrou aulas de biofísica molecular na Faculdade de Medicina da Universidade Federal do Rio de Janeiro. Com auxílio da Fulbright Foundation, estudou na Universidade de Nova Iorque, em 1958. Em 1960, com bolsa do CNPq, foi para Paris, estudar no Institut de Biologie Physico-Chimique. O doutorado seria no próprio Instituto de Biofísica, em 1964. No mesmo ano, tornou-se professora adjunta do Instituto de Biofisica. Entre 1953 e 1965, chefiou o laboratório de eletroforese do instituto, estando à frente dele entre 1969 e 1992.
Em 1960, torno-se membro da Academia Brasileira de Ciências e comendadora com a Ordem Nacional do Mérito Científico, em 2000.

## Morte
Em 1999, seu nome foi atribuído ao laboratório de físico-química biológica do Instituto de Biofísica. Aída aposentou-se em 1994 e faleceu em 2007, aos 85 anos, na cidade de Teresópolis.